# Превег
Превег (словен. Preveg) — поселення в общині Літія, Осреднєсловенський регіон, Словенія. Висота над рівнем моря: 739,9 м.